# جاك لندن

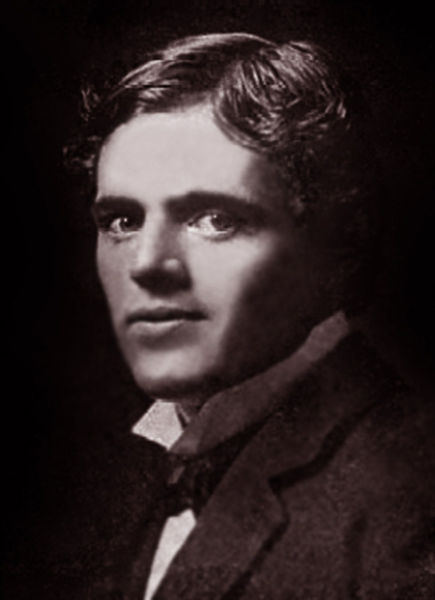
جاك لندن

جاك لندن (بالإنجليزية: Jack London)‏، ولد عام 1876 في أمريكا، ومات هناك عام 1916. كان والده كاهنا يمتهن التنجيم وقراءة الغيب والممحيّ، ولهذا يُعَرَّف جاك لندن في الأدبيات الاشتراكية والماركسية بأنه يتحدر من الشريحة البرجوازية الصغيرة، يعمل في خدمة الكادحين. وتجرع جاك لندن مرارة الحياة، وامتهن أعمالا مختلفة، من صحافة، وعامل في المعامل، وقطع الطريق، والشرطة البحرية، وقبطان سفينة، وطالبا، ومراسلا صحفيا، وعامل منجم وسواها. ويقال أنه قد انتحر وانه مات بسبب الازمة التي مرة فيها وانه كان عنده الكثير من الامراض مثل الإدمان وغيره من الامراض المسبّبة للوفاة.

## حياته
انضم جاك لندن عام 1879 وله من العمر 3 عاما إلى جماعة «الاشتراكيين العموميين» الذين شكلوا حلقات دراسية لدراسة بيان الحزب الشيوعي، وكتابات ماركس وكانط ونيتشه وسبنسر. كما أنتدبته أحزاب ومنظمات اشتراكية لتمثيلها في أعمال المجالس البلدية، وشارك في اجتماعات الاشتراكيين في أمريكا بخطاباته الثورية. وقد مات بسبب الإجهاد الشديد والمرض والإدمان على الكحول والانهيار الروحي، وقد بلغ 40 عاما، ويقال أنه قد انتحر.

## توجهاته
يركز جاك لندن في كتاباته على أن الصراع الطيقي بين العمال والرأسماليين أمر لا بد منه، وهو يروج طوال عمره للأفكار الاشتراكية، والثورة العمالية القادمة. وكان ينتقد باستمرار النظام الرأسمالي، ويفضح القوانين اللاإنسانية الجائرة، ويفضح الخصال السبعية للرأسمالية وجشعها اللامحدود. وكان يدعو إلى تجديد روح الاشتراكية دوما، وإلى حماية البيئة وجمال الطبيعة الواهبة لسعادة الحياة وبهجتها. لقد تنوعت الثيمات في كتاباته التي اشتركت كلها في مقاربة مسألتي علاقة الإنسان بالطبيعة، وعلاقة الفرد بالمجتمع. وقد كتب قصص مغامرات أبطالها حيوانات، مثل رواية «الناب الأبيض».

## رواياته

### اهالي قعر المجتمع
يحسب جاك لندن رواية «أهالي قعر المجتمع» من أفضل كتاباته، وهي قصة مكتوبة وفق المدرسة الطبيعية عام 1903، وتدور أحداثها في أحياء فقراء أحياء الصفيح في لندن.

### القدم الحديدية
أما رواية «العقب الحديدية» والتي جعلت من الكاتب من أكثر الكتّاب شعبية عند العمال والكادحين والمثقفين ذوي الاتجاهات الاشتراكية، فهي تصوير لمستقبل البشرية، ورواية هادفة، تمثل أحداثها ثورة المضطهدين، ونضال العمال الدامي في أمريكا، وتنبئ باقتراب ظهور الفاشستية في أوروبا.
هذه الرواية الفذة تعتبر اليوم إنجيل الاشتراكية والاشتراكيين، لقد وضعها جاك لندن عام 1906 فصور فيها حتمية انتصار الاشتراكية وحتمية انهيار الرأسمالية، والصراع الرهيب الذي لا بد أن يدور بين معسكري التقدمية والرجعية، والأساليب الجهنمية التي تلجأ إليها الرأسمالية في صراعها من أجل البقاء.

### الرواية المعجزة
والأطرف في هذه «الرواية المعجزة» كيف جاك لندن وضعها على لسان زوجة البطل، وتخيل أنه عثر عليها من طرق المصادفة بوصفها مخطوطة كتبت في عهود الظلام، ومن أجل ذلك راح يضع لها الحواشي والشروح، مفترضا أنه يكتب تلك الحواشي والشروح بعد سبعة قرون انقضت على بزوغ فجر الاشتراكية ليصف بعض ظواهر الحياة الغربية في العهد القديم.

## نظريته
و اليو م من أجل إنشاء مجتمع اشتراكي جديد أحوج ما نكون إلى الإطلاع على هذه الرواية الفريدة لنزداد إيمانا بالمبادئ الاشتراكية ولنزداد يقظة واحتراسا من مؤامرات «القدم الحديدية»، وجرائمها بحق الإنسانية. و«القدم الحديدية» اسم أطلقه جاك لندن على الراسمالية الاحتكارية التي تتطلع إلى سحق الطبقات الكادحة بالنار والحديد.

## منتقدوه
يرى تروتسكي أن «القدم الحديدية» أفضل وثيقة توضح عملية تشكّل الفاشية، ويعتبرها اطارا تحليليا للمظالم التي تتعرض لها البشرية على يد الراسمالية، وأن بطل الرواية يمثل مصير البشرية كلها وهي تعاني في عصر عبادة الربح وفظاعة الاستغلال.
و ثمة نقاد لا يستبعدون أن يكون الروائي جورج أورويل قد كتب روايته " 1984" تحت تأثير «القدم الحديدية».
أمّا رواية «مارتن إيدن» فهي كتاب تعليمي يتضمن أفكار جاك لندن ومواقفه الفكرية والسياسية وتحولاتها.
وفي رواية «ذئب البحر» المصورة سينمائيا نتطلع على القبطان لارس الذي يذكّنا خلال صراعاته القاسية مع الطبيعة والمجتمع بإنسان نيتشة المتفوق. وإن من دواعي محبوبية جاك لندن وشهرته التي أطبقت الأفاق هو أنه بين أعوام 1913, 1958 تم تصوير حوالي 42 عملا من أعماله الروائية والقصصية أفلاما، شاهدها الناس في أرجاء العالم.
بالإضافة إلى لينين، أبدى قادة ومفكرون شيوعيون آخرون اعجابهم بجاك لندن، مثل تروتسكي وبوخارين وراداك، وأكدوا جميعهم على بعد نظر الكاتب، وتوسع آفاقه الفكرية والسياسية في رواية «العقب الحديدية».
لم يقتصر إبداع جاك لندن على كونه كاتبا اشتراكيا يدافع عن العدالة والحق ن ويناضل في سبيل مستقبل استراكي للبشرية، بل كان مبدعاً كبيرا في قصص المغامرات والطبيعة والحيوانات أيضا. وقد تركت كتاباته وأفكاره الثورية ومواهبه الإبداعية العظيمة تأثيرا عظيما على الأدب والثورة الأممية العمالية رغم التناقضات التي انتابته وأفكاره.
اعتبرته البرجوازية الحاكمة في زمانه ولسنوات عديدة مخربا ومعاديا للديمقراطية الأمريكية، ومنعت كتبه من التداول، وطردت من المكتبات العامة. وقال عنه روزفلت الرئيس الأمريكي إن جاك لندن ليس فقط يجهل معلومات عن الذئاب، بل أنه غافل حتى عن كلاب أمريكا، ورغم كل ذلك طبعت عام 1975 في أمريكا 17 شكلا من رواية «نداء البرية»، وكانت أكبر بيستسيلر، وأعدت للأطفال والناشئين في أشكال عديدة. وكم حاولت النخبة البرجوازية المثقفة في أمريكا تصوير جاك لندن كاتب للنشئ فقط، ينشر تعاليم داروينية، وفكرة حرب الجميع ضد الجميع في تنازع البقاء، وأن القراء الشبان يتحولون إلى ذئاب تحت تأثير مطالعة كتبه، فلم تفلح فعادت رواياته السياسية إلى واجهة هذه الأيام أيضا.
يستغل النقاد البرجوازيون العناصر الداروينية والنيتشوية، لتشويه جاك لندن وتغليب تلك العناصر على أفكاره الاشتراكية. فقد كانت حقا، آثارجاك لندن مثلها مثل حياته ملؤها التناقصات، فهي تحتوى على الداروينية، والإنسانية المسيحية، والعدمية الطبيعية، والجبرية الاجتماعية والبطولية الفردية الاشتراكية. ولكنه كان مثال الطليعي المناضل في سبيل الاشتراكية، وتحقيق العدالة والمساواة في نظر الاشتراكيين. وكان يرى فيه النقاد الأدبين أستاذ كتابة القصة القصيرة. ويقول فرانس يونج إن تراجيديا جاك لندن مثل جميع كتّاب أمريكا تكمن في أنه لا يستطيع أن يحسم الاتجاه الفكري والسياسي الذي ينبغي أن يخطه لمسر حياته، فهو حائر بين الكتابة للسوق والناشر أم يكتب لتحرير البشرية. وفي رأي ايتون سينكلر، أن جاك لندن كان نصير الكادحين، وأن دموعه التي ذرفها على فقراء شرق لندن تشبه الدموع التي سكبها المسيح حين بكى على سكان القدس.
ورغم كل الآراء التي تناقضت عن جاك لندن، ورغم بعض كتاباته هابطة المستوى الفني، فإن الجميع بمختلف مشاربهم الفكرية والسياسية متفقون على أنه كاتب عظيم ومبدع كبير، وظاهرة أدبية عظيمة ظهرت في أمريكا في القرن الماضي.

## العائلة
كانت أم جاك لندن، فلورا ويلمان، خامس وأصغر أبناء العامل في بناء قناة بنيسلفانيا، مارشال ويلمان، وأمها إيلينور غاريت جونز. كان مارشال ويلمان من سلالة توماس ويلمان، وهو أحد المستوطنين البيوريتانيين في مستعمرة خليج ماساتشوسيتس. بعد وفاة والدتها، تركت فلورا أوهايو وانتقلت إلى ساحل المحيط الهادي عندما تزوج والدها. خلال وجودها في سان فرانسيسكو، عملت فلورا مدرّسةَ موسيقا وروحانية.
تعتقد كاتبة السيرة كلاريس ستاز وغيرها أن والد جاك لندن هو المنجم وليام تشاني. كانت فلورا تعيش مع تشاني في سان فرانسيسكو عندما حبلت بابنها جاك. من غير المعروف ما إذا كانت فلورا متزوجة بتشاني بشكل قانوني. تذكر ستاز أن تشاني يشير في مذكراته إلى والدة لندن، فلورا، بأنها كانت زوجته؛ ويشير إلى إعلان استخدمت به فلورا الاسم «فلورنس ويلمان تشاني».
وفقًا لشهادة فلورا ويلمان، التي نشرتها صحيفة سان فرانسيسكو كرونيكل في 4 يونيو عام 1875، طالبها تشاني بالإجهاض، وعندما رفضت، أعلن عن أبوّته ومسؤوليته عن الطفل. استبدت بفلورا حالة من اليأس، فأطلقت على نفسها النار. لم تُصَب بجراحٍ بالغة، ولكن اعتراها اضطراب نفسي مؤقت. بعد إنجاب طفلها، وضعته فلورا تحت رعاية فيرجينيا برينتيس، التي كانت امرأة أمريكية سوداء ومستعبدة سابقة. بالنسبة لجاك لندن، فقد جسدت برينتيس شخصية الأم طوال حياته. في أواخر العام 1876، تزوجت فلورا ويلمان بجون لندن، الذي كان من قدامى المحاربين في الحرب الأهلية الأمريكية وذا إعاقة جزئية، وأحضرت ابنها جون، الذي عُرف في ما بعد باسمه جاك، ليعيش في كنف زوجها. تنقلت العائلة في محيط منطقة خليج سان فرانسيسكو قبل أن تستقر أخيرًا في أوكلاند، حيث أتم لندن دراسته في المدرسة الابتدائية العامة.
في العام 1897، كان لندن يبلغ من العمر 21 عامًا وطالبًا في جامعة كاليفورنيا، بيركلي، وراح يبحث عن الأخبار والتقارير الصحفية التي تحدثت عن محاولة والدته الانتحار، والتي جاءت على ذكر اسم والده البيولوجي. أرسل لندن إلى وليام تشاني الذي كان يعيش في شيكاغو في ذلك الوقت. رد تشاني على رسالته بقوله إنه من غير الممكن أن يكون والده نظرًا إلى أنه عنين؛ وشدد على أن والدة لندن أقامت علاقات حميمة مع رجال غيره، وأنه يمقتها لتشويهها سمعته باتهامه بحثّها للإجهاض. ختم تشاني رسالته بقوله إنه يستحق الشفقة أكثر من لندن نفسه. تركت الرسالة أسوأ الأثر في نفس لندن، وفي الأشهر اللاحقة، ترك الجامعة، وانطلق إلى كلوندايك خلال موجة حمى الذهب السائدة حينها.

## وصلات خارجية
- جاك لندن على موقع EncyclopediaOfSurfing.com (الإنجليزية)
- جاك لندن على موقع IMDb (الإنجليزية)
- جاك لندن على موقع الموسوعة البريطانية (الإنجليزية)
- جاك لندن على موقع ألو سيني (الفرنسية)
- جاك لندن على موقع ميوزك برينز (الإنجليزية)
- جاك لندن على موقع أول موفي (الإنجليزية)
- جاك لندن على موقع قاعدة بيانات الأفلام السويدية (السويدية)
- جاك لندن على موقع إن إن دي بي (الإنجليزية)
- جاك لندن على موقع ديسكوغز (الإنجليزية)
- جاك لندن على موقع قاعدة بيانات الفيلم (الإنجليزية)
- جاك لندن على موقع كينوبويسك (الروسية)
- جاك لندن  على قاعدة بيانات الخيال التأملي على الإنترنت